# Mont Mènal
El Mont Mènal (grec antic: Μαίναλος, en llatí: Maenalus) és una muntanya d'Arcàdia que voreja per l'oest els territoris de les antigues ciutats de Mantinea i Tègea. Antigament era consagrada al deu Pan (anomenat Pan Menali) i compartia nom amb la ciutat homònima. Dos dels seus principals cims són l'Aidini i l'Epano Khrepa, amb més de 1550 metres.